# Copa del Món de ciclisme en pista de 2011-2012
La Copa del Món de ciclisme en pista de 2011-2012 va ser la 20a edició de la Copa del Món de ciclisme en pista. Es va celebrar del 4 de novembre de 2011 al 19 de febrer de 2012 amb la disputa de quatre proves.

## Proves
| Data              | Lloc    |
| ----------------- | ------- |
| 4-6 novembre 2011 | Astanà  |
| 1-3 desembre 2011 | Cali    |
| 20-22 gener 2012  | Pequín  |
| 17-19 febrer 2012 | Londres |

## Resultats

### Masculins
| Event                 | Guanyador                                                                        | Segon                                                                                   | Tercer                                                                                     |
| Astanà                | Astanà                                                                           | Astanà                                                                                  | Astanà                                                                                     |
| --------------------- | -------------------------------------------------------------------------------- | --------------------------------------------------------------------------------------- | ------------------------------------------------------------------------------------------ |
| Keirin                | Christos Volikakis (GRE)                                                         | Chris Hoy (GBR)                                                                         | Sergei Borisov (RUS)                                                                       |
| Persecució            | Glenn O'Shea (AUS)                                                               | Dominique Cornu (BEL)                                                                   | Nikias Arndt (GER)                                                                         |
| Persecució per equips | RusVelo · Evgueni Kovalev · Ivan Kovaliov · Aleksei Màrkov · Alexander Serov     | Austràlia · Edward Bissaker · Alexander Edmondson · Mitchell Mulhern · Glenn O'Shea     | Països Baixos · Levi Heimans · Jenning Huizenga · Arno van der Zwet · Wim Stroetinga       |
| Velocitat             | Chris Hoy (GBR)                                                                  | Denís Dmítriev (RUS)                                                                    | Shane Perkins (AUS)                                                                        |
| Velocitat per equips  | Team Erdgas.2012 · Joachim Eilers · Robert Förstemann · Maximilian Levy          | Team Jayco-AIS · Matthew Glaetzer · Shane Perkins · Scott Sunderland                    | França · Mickaël Bourgain · Michaël D'Almeida · Kévin Sireau                               |
| Scratch               | Gijs Van Hoecke (BEL)                                                            | Ángel Darío Colla (ARG)                                                                 | Nikias Arndt (GER)                                                                         |
| Madison               | Austràlia · Alexander Edmondson · Glenn O'Shea                                   | Suïssa · Silvan Dillier · Loïc Perizzolo                                                | Lokosphinx · Artur Ierxov · Kiril Svéixnikov                                               |
| Òmnium                | Roger Kluge (GER)                                                                | Cho Ho-sung (KOR)                                                                       | Elia Viviani (ITA)                                                                         |
| Cali                  |                                                                                  |                                                                                         |                                                                                            |
| Quilòmetre            | François Pervis (FRA)                                                            | Simon van Velthooven (NZL)                                                              | Filip Ditzel (CZE)                                                                         |
| Keirin                | Maximilian Levy (GER)                                                            | François Pervis (FRA)                                                                   | Hersony Canelón (VEN)                                                                      |
| Persecució per equips | Nova Zelanda · Sam Bewley · Aaron Gate · Marc Ryan · Jesse Sergent               | Austràlia · Luke Durbridge · Rohan Dennis · Michael Hepburn · Mitchell Mulhern          | Dinamarca · Niki Byrgesen · Casper Folsach · Rasmus Christian Quaade · Christian Ranneries |
| Velocitat             | Stefan Bötticher (GER)                                                           | Maximilian Levy (GER)                                                                   | Robert Förstemann (GER)                                                                    |
| Velocitat per equips  | Alemanya · Rene Enders · Maximilian Levy · Stefan Nimke                          | Team Erdgas.2012 · Joachim Eilers · Robert Förstemann · Stefan Bötticher                | Veneçuela · César Marcano · Hersony Canelón · Ángel Pulgar                                 |
| Puntuació             | Unai Elorriaga (ESP)                                                             | Ingmar De Poortere (BEL)                                                                | Edwin Ávila (COL)                                                                          |
| Madison               | Colòmbia · Juan Esteban Arango · Weimar Roldán                                   | França · Morgan Kneisky · Vivien Brisse                                                 | Suïssa · Cyrille Thièry · Loïc Perizzolo                                                   |
| Òmnium                | Juan Esteban Arango (COL)                                                        | Zach Bell (CAN)                                                                         | Bryan Coquard (FRA)                                                                        |
| Pequín                |                                                                                  |                                                                                         |                                                                                            |
| Keirin                | François Pervis (FRA)                                                            | Sergei Borisov (RUS)                                                                    | Andrew Taylor (AUS)                                                                        |
| Persecució            | Peter Latham (NZL)                                                               | Mitchell Mulhern (AUS)                                                                  | Kévin Labèque (FRA)                                                                        |
| Persecució per equips | RusVelo · Evgueni Kovalev · Ivan Kovaliov · Aleksei Màrkov · Alexander Serov     | Austràlia · Edward Bissaker · Alexander Edmondson · Michael Freiberg · Mitchell Mulhern | Nova Zelanda · Wes Gough · Cameron Joseph Karwowski · Peter Latham · Myron Simpson         |
| Velocitat             | Charlie Conord (FRA)                                                             | Zhang Lei (CHN)                                                                         | Denís Dmítriev (RUS)                                                                       |
| Velocitat per equips  | Moscow Track Team · Sergei Kucherov · Denís Dmítriev · Sergei Borisov            | Xina · Cheng Changsong · Zhang Lei · Zhang Miao                                         | Nova Zelanda · Matthew Archibald · Edward Dawkins · Simon Van Velthooven                   |
| Scratch               | Kiril Svéixnikov (RUS)                                                           | Albert Torres (ESP)                                                                     | Aliaksandr Lisouski (BLR)                                                                  |
| Madison               | República Txeca · Martin Bláha · Vojtěch Hačecký                                 | Bèlgica · Kenny De Ketele · Tim Mertens                                                 | Espanya · David Muntaner · Albert Torres                                                   |
| Òmnium                | Glenn O'Shea (AUS)                                                               | Bryan Coquard (FRA)                                                                     | Nikias Arndt (GER)                                                                         |
| Londres               |                                                                                  |                                                                                         |                                                                                            |
| Quilòmetre            | Stefan Nimke (GER)                                                               | Michaël D'Almeida (FRA)                                                                 | Simon van Velthooven (NZL)                                                                 |
| Keirin                | Chris Hoy (GBR)                                                                  | René Enders (GER)                                                                       | Mickaël Bourgain (FRA)                                                                     |
| Persecució per equips | Austràlia · Jack Bobridge · Rohan Dennis · Michael Hepburn · Alexander Edmondson | Regne Unit · Steven Burke · Edward Clancy · Peter Kennaugh · Geraint Thomas             | Nova Zelanda · Sam Bewley · Aaron Gate · Marc Ryan · Westley Gough                         |
| Velocitat             | Chris Hoy (GBR)                                                                  | Maximilian Levy (GER)                                                                   | Robert Förstemann (GER)                                                                    |
| Velocitat per equips  | Alemanya · Rene Enders · Maximilian Levy · Robert Förstemann                     | França · Grégory Baugé · Michaël D'Almeida · Kévin Sireau                               | Regne Unit · Ross Edgar · Jason Kenny · Chris Hoy                                          |
| Puntuació             | Albert Torres (ESP)                                                              | Kiril Svéixnikov (RUS)                                                                  | Artur Ierxov (RUS)                                                                         |
| Òmnium                | Juan Esteban Arango (COL)                                                        | Cho Ho-sung (KOR)                                                                       | Zach Bell (CAN)                                                                            |

### Femenins
| Event                 | Guanyadora                                                         | Segona                                                      | Tercera                                                         |
| Astanà                | Astanà                                                             | Astanà                                                      | Astanà                                                          |
| --------------------- | ------------------------------------------------------------------ | ----------------------------------------------------------- | --------------------------------------------------------------- |
| 500 m. contrarellotge | Olga Panarina (BLR)                                                | Sandie Clair (FRA)                                          | Miriam Welte (GER)                                              |
| Keirin                | Clara Sanchez (FRA)                                                | Kristina Vogel (GER)                                        | Iekaterina Gnidenko (RUS)                                       |
| Velocitat             | Lyubov Shulika (UKR)                                               | Anna Meares (AUS)                                           | Olga Panarina (BLR)                                             |
| Velocitat per equips  | Austràlia · Anna Meares · Kaarle McCulloch                         | Ucraïna · Olena Tsos · Lyubov Shulika                       | Alemanya · Miriam Welte · Kristina Vogel                        |
| Persecució per equips | Països Baixos · Kirsten Wild · Amy Pieters · Eleonora van Dijk     | Xina · Jiang Fan · Jiang Wenwen · Liang Jing                | Alemanya · Lisa Brennauer · Charlotte Becker · Madeleine Sandig |
| Puntuació             | Na Ah-Reum (KOR)                                                   | Stephanie Pohl (GER)                                        | Elena Cecchini (ITA)                                            |
| Òmnium                | Ievguénia Romaniuta (RUS)                                          | Danielle King (GBR)                                         | Huang Li (CHN)                                                  |
| Cali                  |                                                                    |                                                             |                                                                 |
| Keirin                | Simona Krupeckaitė (LTU)                                           | Kristina Vogel (GER)                                        | Virginie Cueff (FRA)                                            |
| Velocitat             | Kristina Vogel (GER)                                               | Virginie Cueff (FRA)                                        | Viktoria Baranova (RUS)                                         |
| Velocitat per equips  | Alemanya · Kristina Vogel · Miriam Welte                           | Ucraïna · Olena Tsos · Lyubov Shulika                       | Rússia · Anastàsia Vóinova · Viktoria Baranova                  |
| Persecució            | Alison Shanks (NZL)                                                | Wendy Houvenaghel (GBR)                                     | Léssia Kalitovska (UKR)                                         |
| Persecució per equips | Regne Unit · Laura Trott · Wendy Houvenaghel · Sarah Storey        | Nova Zelanda · Lauren Ellis · Jaime Nielsen · Alison Shanks | Estats Units · Sarah Hammer · Jennie Reed · Lauren Tamayo       |
| Scratch               | Kelly Druyts (BEL)                                                 | Katarzyna Pawłowska (POL)                                   | Ah Reum Na (KOR)                                                |
| Òmnium                | Sarah Hammer (USA)                                                 | Tara Whitten (CAN)                                          | Laura Trott (GBR)                                               |
| Pequín                |                                                                    |                                                             |                                                                 |
| 500 m. contrarellotge | Lisandra Guerra (CUB)                                              | Anastàsia Vóinova (RUS)                                     | Jingjing Shi (CHN)                                              |
| Keirin                | Guo Shuang (CHN)                                                   | Simona Krupeckaitė (LTU)                                    | Daniela Larreal (VEN)                                           |
| Velocitat             | Guo Shuang (CHN)                                                   | Simona Krupeckaitė (LTU)                                    | Junhong Lin (CHN)                                               |
| Velocitat per equips  | Xina · Guo Shuang · Gong Jinjie                                    | Lituània · Simona Krupeckaitė · Gintarė Gaivenytė           | Max Success Pro Cycling · Xu Yulei · Jingjing Shi               |
| Persecució per equips | Ucraïna · Svitlana Haliuk · Eilezaveta Bochkareva · Lyubov Shulika | Belarús · Tatsiana Sharakova · Aksana Papko · Alena Dylko   | Xina · Jiang Fan · Jiang Wenwen · Liang Jing                    |
| Puntuació             | Aksana Papko (BLR)                                                 | Katarzyna Pawłowska (POL)                                   | Victoria Kondel (RUS)                                           |
| Òmnium                | Ievguénia Romaniuta (RUS)                                          | Huang Li (CHN)                                              | Malgorzata Wojtyra (POL)                                        |
| Londres               |                                                                    |                                                             |                                                                 |
| Keirin                | Simona Krupeckaitė (LTU)                                           | Lee Wai Sze (HKG)                                           | Guo Shuang (CHN)                                                |
| Velocitat             | Guo Shuang (CHN)                                                   | Anna Meares (AUS)                                           | Lee Wai Sze (HKG)                                               |
| Velocitat per equips  | Regne Unit · Jessica Varnish · Victoria Pendleton                  | Austràlia · Anna Meares · Kaarle McCulloch                  | Xina · Gong Jinjie · Guo Shuang                                 |
| Persecució            | Joanna Rowsell (GBR)                                               | Alison Shanks (NZL)                                         | Amy Cure (AUS)                                                  |
| Persecució per equips | Regne Unit · Laura Trott · Danielle King · Joanna Rowsell          | Canadà · Tara Whitten · Gillian Carleton · Jasmin Glaesser  | Austràlia · Annette Edmondson · Amy Cure · Josephine Tomic      |
| Scratch               | Melissa Hoskins (AUS)                                              | Jarmila Machačová (CZE)                                     | Léssia Kalitovska (UKR)                                         |
| Òmnium                | Sarah Hammer (USA)                                                 | Annette Edmondson (AUS)                                     | Laura Trott (GBR)                                               |

## Classificacions

### Països
| Rang | País/Equip      | Astanà | Cali | Pequín | Londres | Total |
| ---- | --------------- | ------ | ---- | ------ | ------- | ----- |
| 1.   | Alemanya        | 107    | 93   | 18     | 73      | 291   |
| 2.   | França          | 64     | 71   | 55     | 57      | 247   |
| 3.   | Austràlia       | 78     | 30   | 47     | 86      | 241   |
| 4.   | Regne Unit      | 44     | 30   | 13     | 116     | 203   |
| 5.   | R.P. de la Xina | 22     | 19   | 73     | 44      | 158   |
| 6.   | Països Baixos   | 63     | 33   | 22     | 39      | 157   |
| 7.   | Nova Zelanda    | -      | 48   | 51     | 46      | 154   |
| 8.   | Lituània        | 14     | 41   | 46     | 30      | 131   |
| 9.   | Ucraïna         | 42     | 34   | 32     | 19      | 127   |
| 10.  | Bèlgica         | 40     | 35   | 34     | 16      | 125   |

### Masculins
| Pos. | Ciclista           | Ast | Cal | Peq | Lon | Pts |
| 1.   | Chris Hoy          | 10  |     |     | 12  | 22  |
| 2.   | François Pervis    |     | 10  | 12  |     | 22  |
| 3.   | Maximilian Levy    | 6   | 12  |     |     | 18  |
| 4.   | Sergei Borisov     | 8   |     | 10  |     | 18  |
| 5.   | Christos Volikakis | 12  |     |     | 2   | 14  |

| Pos. | Ciclista             | Ast | Cal | Peq | Lon | Pts |
| 1.   | Simon van Velthooven |     | 10  |     | 8   | 18  |
| 2.   | Stefan Nimke         |     |     |     | 12  | 12  |
| 3.   | François Pervis      |     | 12  |     |     | 12  |
| 4.   | Joachim Eilers       |     | 7   |     | 5   | 12  |
| 5.   | Michaël D'Almeida    |     |     |     | 10  | 10  |

| Pos. | Ciclista          | Ast | Cal | Peq | Lon | Pts |
| 1.   | Chris Hoy         | 12  |     |     | 12  | 24  |
| 2.   | Maximilian Levy   |     | 10  |     | 10  | 20  |
| 3.   | Denís Dmítriev    | 10  |     | 8   |     | 18  |
| 4.   | Robert Förstemann | 7   | 8   |     |     | 15  |
| 5.   | Njisane Phillip   | 3   | 5   | 4   | 2   | 14  |

| Pos. | Ciclista         | Ast | Cal | Peq | Lon | Pts |
| 1.   | Peter Latham     |     |     | 12  |     | 12  |
| 2.   | Glenn O'Shea     | 12  |     |     |     | 12  |
| 3.   | Mitchell Mulhern |     |     | 10  |     | 10  |
| 4.   | Dominique Cornu  | 10  |     |     |     | 10  |
| 5.   | Kévin Labèque    |     |     | 8   |     | 8   |

| Pos. | Equip             | Ast | Cal | Peq | Lon | Pts |
| 1.   | Alemanya          | 7   | 12  |     | 12  | 31  |
| 2.   | Moscow Track Team | 6   | 3   | 12  | 4   | 25  |
| 3.   | França            | 8   | 7   |     | 10  | 25  |
| 4.   | Team Erdgas.2012  | 12  | 10  |     |     | 22  |
| 5.   | Països Baixos     | 5   | 6   | 4   | 2   | 17  |

| Pos. | Equip        | Ast | Cal | Peq | Lon | Pts |
| 1.   | Austràlia    | 10  | 10  | 10  | 12  | 42  |
| 2.   | Nova Zelanda |     | 12  | 8   | 8   | 28  |
| 3.   | RusVelo      | 12  |     | 12  |     | 24  |
| 4.   | Regne Unit   |     |     | 7   | 10  | 17  |
| 5.   | Bèlgica      | 6   | 3   | 1   | 7   | 17  |

| Pos. | Ciclista          | Ast | Cal | Peq | Lon | Pts |
| 1.   | Kiril Svéixnikov  |     |     | 12  |     | 12  |
| 2.   | Gijs Van Hoecke   | 12  |     |     |     | 12  |
| 3.   | Vivien Brisse     | 7   |     | 4   |     | 11  |
| 4.   | Albert Torres     |     |     | 10  |     | 10  |
| 5.   | Ángel Darío Colla | 10  |     |     |     | 10  |

| Pos. | Ciclista | Ast | Cal | Peq | Lon | Pts |
| 1.   | Suïssa   | 10  | 8   | 6   |     | 24  |
| 2.   | França   |     | 10  | 7   |     | 17  |
| 3.   | Txèquia  | 3   |     | 12  |     | 15  |
| 4.   | Alemanya | 4   | 6   | 5   |     | 15  |
| 5.   | Bèlgica  | 1   | 3   | 10  |     | 14  |

| Pos. | Ciclista           | Ast | Cal | Peq | Lon | Pts |
| 1.   | Unai Elorriaga     |     | 12  |     | 7   | 19  |
| 2.   | Edwin Ávila        |     | 8   |     | 5   | 13  |
| 3.   | Albert Torres      |     |     |     | 12  | 12  |
| 4.   | Ingmar De Poortere |     | 10  |     | 2   | 12  |
| 5.   | Kiril Svéixnikov   |     |     |     | 10  | 10  |

| Pos. | Ciclista            | Ast | Cal | Peq | Lon | Pts |
| 1.   | Bryan Coquard       | 4   | 8   | 10  | 6   | 28  |
| 2.   | Juan Esteban Arango |     | 12  |     | 12  | 24  |
| 3.   | Cho Ho-sung         | 10  | 3   |     | 10  | 23  |
| 4.   | Zach Bell           |     | 10  |     | 8   | 18  |
| 5.   | Roger Kluge         | 12  |     |     | 3   | 15  |

### Femenins
| Pos. | Ciclista            | Ast | Cal | Peq | Lon | Pts |
| 1.   | Simona Krupeckaitė  | 4   | 12  | 10  | 12  | 38  |
| 2.   | Iekaterina Gnidenko | 8   | 6   | 7   |     | 21  |
| 3.   | Lyubov Shulika      | 7   | 7   |     | 7   | 21  |
| 4.   | Guo Shuang          |     |     | 12  | 8   | 20  |
| 5.   | Kristina Vogel      | 10  | 10  |     |     | 20  |

| Pos. | Ciclista          | Ast | Cal | Peq | Lon | Pts |
| 1.   | Anastàsia Vóinova | 5   |     | 10  |     | 15  |
| 2.   | Lisandra Guerra   |     |     | 12  |     | 12  |
| 3.   | Olga Panarina     | 12  |     |     |     | 12  |
| 4.   | Sandie Clair      | 10  |     |     |     | 10  |
| 5.   | Jingjing Shi      |     |     | 8   |     | 8   |

| Pos. | Ciclista           | Ast | Cal | Peq | Lon | Pts |
| 1.   | Guo Shuang         |     |     | 12  | 12  | 24  |
| 2.   | Kristina Vogel     | 6   | 12  | 4   |     | 22  |
| 3.   | Anna Meares        | 10  |     |     | 10  | 20  |
| 4.   | Lee Wai Sze        | 1   | 4   | 7   | 8   | 20  |
| 5.   | Simona Krupeckaitė | 7   | 2   | 10  |     | 19  |

| Pos. | Ciclista          | Ast | Cal | Peq | Lon | Pts |
| 1.   | Alison Shanks     |     | 12  |     | 10  | 22  |
| 2.   | Joanna Rowsell    |     |     |     | 12  | 12  |
| 3.   | Wendy Houvenaghel |     | 10  |     |     | 10  |
| 4.   | Amy Cure          |     |     |     | 8   | 8   |
| 5.   | Lesya Kalitovska  |     | 8   |     |     | 8   |

| Pos. | Equip           | Ast | Cal | Peq | Lon | Pts |
| 1.   | R.P. de la Xina | 3   | 6   | 12  | 8   | 29  |
| 2.   | Alemanya        | 8   | 12  |     | 6   | 26  |
| 3.   | Ucraïna         | 10  | 10  | 5   |     | 25  |
| 4.   | Austràlia       | 12  |     |     | 10  | 22  |
| 5.   | Rússia          | 5   | 8   | 4   | 5   | 22  |

| Pos. | Equip         | Ast | Cal | Peq | Lon | Pts |
| 1.   | Regne Unit    |     | 12  |     | 12  | 24  |
| 2.   | Nova Zelanda  |     | 10  | 7   | 5   | 22  |
| 3.   | Ucraïna       | 2   | 5   | 12  | 2   | 21  |
| 4.   | Països Baixos | 12  | 1   |     | 7   | 20  |
| 5.   | Austràlia     | 6   | 6   |     | 8   | 20  |

| Pos. | Ciclista            | Ast | Cal | Peq | Lon | Pts |
| 1.   | Kelly Druyts        |     | 12  |     | 5   | 17  |
| 2.   | Melissa Hoskins     |     |     |     | 12  | 12  |
| 3.   | Jarmila Machačová   |     |     |     | 10  | 10  |
| 4.   | Katarzyna Pawłowska |     | 10  |     |     | 10  |
| 5.   | Yumari González     |     | 5   |     | 4   | 9   |

| Pos. | Ciclista            | Ast | Cal | Peq | Lon | Pts |
| 1.   | Elena Cecchini      | 8   |     | 6   |     | 14  |
| 2.   | Aksana Papko        |     |     | 12  |     | 12  |
| 3.   | Ah Reum Na          | 12  |     |     |     | 12  |
| 4.   | Katarzyna Pawłowska |     |     | 10  |     | 10  |
| 5.   | Stephanie Pohl      | 10  |     |     |     | 10  |

#### Òmnium
| Pos. | Ciclista            | Ast | Cal | Peq | Lon | Pts |
| 1.   | Huang Li            | 8   | 6   | 10  | 4   | 28  |
| 2.   | Sarah Hammer        |     | 12  |     | 12  | 24  |
| 3.   | Ievguénia Romaniuta | 12  |     | 12  |     | 24  |
| 4.   | Tara Whitten        |     | 10  |     | 7   | 17  |
| 5.   | Laura Trott         |     | 8   |     | 8   | 16  |